# Philippe Rousseau

Philippe Rousseau. Porträt von Édouard Dubufe (1876)

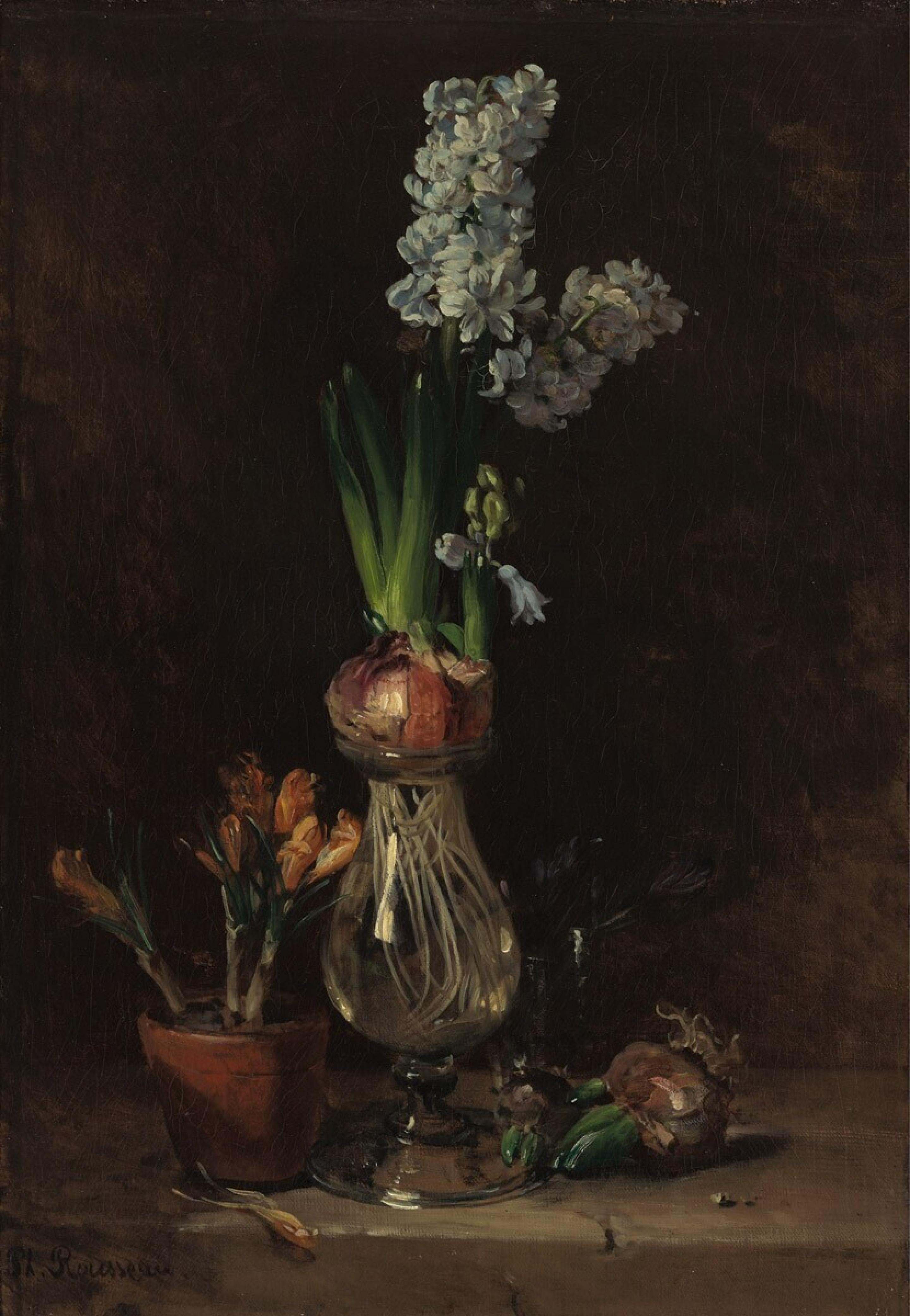
Philippe Rousseau: Stillleben mit einer Hyacinthe im Glas, um 1850, Museum Boijmans Van Beuningen, Rotterdam

Philippe Rousseau (* 22. Februar 1816 in Paris; † 5. Dezember 1887 in Acquigny, Département Eure) war ein französischer Maler.
Rousseau erlernte die Malerei bei Antoine-Jean Gros und Jean-Victor Bertin, widmete sich anfangs der Landschaft und trat 1831 mit einer Partie aus der Auvergne auf, der dann andere Landschaften aus der Normandie folgten. Ab dem Jahr 1834 wurden seine Arbeiten zu den jährlichen Ausstellungen des Pariser Salons zugelassen. Um 1840 ging er zum Tiergenre über, wobei er die Tierwelt oft in komische Beziehung zum Stillleben brachte.
Eine weitere Auszeichnung war seine Aufnahme in die Ehrenlegion im Jahre 1850. Philippe Rousseau widmete sich später ganz dem Stillleben, in welchem er eine koloristische Gewandtheit erreichte, die sowohl Kunstgegenstände, Kleinodien u. dgl. als auch Früchte, Geräte etc. mit höchster Vollendung wiedergab. Eine Reihe seiner Werke finden sich heute in namhaften Museen; u. a. im Musée d’Orsay in Paris, in der National Gallery in London sowie in der Eremitage in St. Petersburg.
Sein Bruder Théodore Rousseau war der Gründer der Schule von Barbizon.

## Werke (Auswahl)
- Katze Ratte, Maulwurf und Kaninchen (1846)
- Ein Zudringlicher (1850)
- Die Ratte, die sich von der Welt zurückgezogen hat (1851?)
- Störche, die Siesta halten (1855)
- Jeder für sich selbst (1864)
- Der Affe als Photograph (1866)